# Tropidonophis truncatus
Espèce
Synonymes
- Styporhynchus truncatus Peters, 1863

Tropidonophis truncatus est une espèce de serpents de la famille des Natricidae.

## Répartition
Cette espèce est endémique d'Indonésie. Elle se rencontre sur les îles de Salawati, d'Halmahera, de Bacan et de Ternate.

## Publication originale
- Peters, 1863 : Über eine neue Schlangengattung, Styporhynchus, und verschiedene andere Amphibien des zoologischen Museums. Monatsberichte der Königlich Preussischen Akademie der Wissenschaften zu Berlin, vol. 1863, p. 399-413 (texte intégral).